# Českoslovanská jednota
Českoslovanská jednota byl český spolek národní obrany, založený v roce 1896, se sídlem v Praze. Zanikl po vypuknutí první světové války. Československá jednota významnou měrou přispěla ke vzniku Československa.

## Charakteristika
Zpočátku měl za cíl národněkulturní činnost v českém (ne česky mluvícím) pohraničí. Nakonec ale působil v pohraničí Česka, ve Slezsku, Dolním Rakousku i na Slovensku. Od roku 1908 se věnoval téměř výhradně činnosti na Slovensku a rozvíjení československé vzájemnosti. Šlo převážně o spolek liberálních měšťanů a bohatší inteligence. Ideologicky převládal masarykovský humanismus a čechoslovakismus.
V roce 1909 měl spolek 1263 členů, v roce 1912 již 2361 členů (z toho 140 Slováků), v roce 1913 pak 3477 členů.

## Aktivity ve vztahu ke Slovensku
Spolek umisťoval slovenské studenty na české vysoké a střední školy, slovenské učně k českým mistrům. V českých městech pořádal besedy a přednášky, na kterých byli Češi informováni o útlaku Slováků v Uhersku a jejich úsilí. Od roku 1908 do roku 1913 organizoval tzv. Luhačovické porady, tj. porady českých a slovenský kulturních, politických a hospodářských pracovníků v Luhačovicích. Finančně podporoval vydávání slovenských novin (Hlas, Slovenské listy, Proudy) a studenty, což považoval za jednu z forem obrany proti maďarizaci a také zakládal na Slovensku knihovny. V roce 1911 spolek vydal malou encyklopedii Slovenska pod názvem Slovenská čítanka. V letech 1907 až 1910 spolek vydával časopis Naše Slovensko. Těsně před první světovou válkou spolek podporoval i pronikání českého kapitálu na Slovensko.
Zatímco v Česku měl spolek v roce 1913 22 místních poboček, na Slovensku měl jen řadové členy, protože uherské úřady aktivity v tomto spolku pokládaly za nežádoucí a snažily se jim zamezit.